# Arsen Adamov
Arsen Ruslanovič Adamov (in russo Арсен Русланович Адамов?; Nižnij Tagil, 20 ottobre 1999) è un calciatore russo, difensore dell'Achmat Groznyj in prestito dallo Zenit San Pietroburgo.

## Caratteristiche tecniche
È un terzino destro.

## Carriera

### Club
Cresciuto nel settore giovanile dell'Achmat Groznyj, debutta in prima squadra il 22 luglio 2017 in occasione dell'incontro di Prem'er-Liga perso 4-0 contro il Krasnodar.

### Nazionale
Ha giocato nella nazionale russa Under-21.
Il 16 ottobre 2023 esordisce in nazionale maggiore nell'amichevole pareggiata 2-2 contro il Kenya.
Il 15 novembre 2024 realizza la sua prima rete con la massima selezione russa nell'amichevole vinta per 11-0 contro il Brunei.

## Statistiche
Statistiche aggiornate al 18 marzo 2021.

### Presenze e reti nei club
| Stagione        | Squadra         | Campionato      | Campionato | Campionato | Coppe nazionali | Coppe nazionali | Coppe nazionali | Coppe continentali | Coppe continentali | Coppe continentali | Altre coppe | Altre coppe | Altre coppe | Totale | Totale | Totale |
| Stagione        | Squadra         | Comp            | Pres       | Reti       | Comp            | Pres            | Reti            | Comp               | Pres               | Reti               | Comp        | Pres        | Reti        | Pres   | Reti   |        |
| --------------- | --------------- | --------------- | ---------- | ---------- | --------------- | --------------- | --------------- | ------------------ | ------------------ | ------------------ | ----------- | ----------- | ----------- | ------ | ------ | ------ |
| 2019-2020       | Achmat Groznyj  | PL              | 1          | 0          | CR              | 0               | 0               |                    | -                  | -                  |             | -           | -           | 1      | 0      |        |
| 2020-gen. 2021  | Achmat Groznyj  | PL              | 3          | 0          | CR              | 2               | 0               |                    | -                  | -                  |             | -           | -           | 5      | 0      |        |
| gen.-giu. 2021  | Ural            | PL              | 1          | 0          | CR              | 0               | 0               |                    | -                  | -                  |             | -           | -           | 1      | 0      |        |
| Totale carriera | Totale carriera | Totale carriera | 5          | 0          |                 | 2               | 0               |                    | -                  | -                  |             | -           | -           | 7      | 0      |        |

## Palmarès

### Club

#### Competizioni nazionali
- Campionato russo: 3

Zenit San Pietroburgo: 2021-2022, 2022-2023, 2023-2024
- Supercoppa di Russia: 2

Zenit San Pietroburgo: 2022, 2023